# Mike Burch
Charles "Mike" Burch (29 april 1907 - 8 juli 1981) was een Amerikaans autocoureur. Hij schreef zich in 1950 in voor de Indianapolis 500, maar wist zich niet te kwalificeren. Deze race was ook onderdeel van het Formule 1-kampioenschap.